# Oued Bou Sellam
Der Oued Bou Sellam (arabisch وادي الصومام) ist einer der beiden Quellflüsse des Oued Soummam im Norden Algeriens.

## Verlauf
Der Bou Sellam entspringt am Berg Jebel Meghris, nördlich von Sétif. Der Fluss fließt zunächst in südwestliche Richtung, wendet sich dann abrupt nach Nordwesten. Kurz darauf bildet er für ein Stück die Grenze zwischen den Provinzen Sétif und Bordj Bou Arreridj. Er durchfließt den Stausee Aïn Zada. Nach etwa 50 Kilometern schwenkt er nach Westen. Kurz darauf bildet er die Grenze zur Provinz Bejaia. Er durchfließt einen weiteren Stausee, den Tichy-Haf. Etwa 30 Kilometer weiter vereinigt sich der Bou Sellam mit dem Oued Sahel und bildet dabei den Oued Soummam.

## Hydrometrie
Die Durchflussmenge des Bou Sellam wurde an der hydrologischen Station in Sidi Yahia, etwa 15 Kilometer vor der Mündung, über die Jahre 1972 bis 1985 gemittelt, gemessen (in m³/s).

## Entwicklungsgeschichte
Der Oued Bou Sellam floss wahrscheinlich bis zum mittleren Quartär in Richtung Süden, ehe er Teil des Einzugsgebiets des Soummam wurde.